# Wolfgang Fehse
Wolfgang Fehse (* 22. Februar 1942 in Nürnberg) ist ein deutscher Schriftsteller und Theaterautor.

## Leben
Seine Mutter war Schauspielerin. Er studierte nach dem Abitur Sozialpädagogik und arbeitete als Taxifahrer, zeitweise als Sozialarbeiter und in anderen Berufen. Er veröffentlicht seit 1964 und lebt seit 1986 als freier Autor in Berlin. Er ist Mitglied im VS Berlin. Er war Mitherausgeber von Zeitschriften und Anthologien. Seine Science-Fiction-Komödie „Das Gerät“ wurde 1986 beim Berliner Volkstheater und 1987 beim Theater der Autoren aufgeführt. 2007 erhielt er den Sonderpreis beim Lyrikfestival Montenegro.

## Werke (Auswahl)
- Unglaubliches Affentheater. Schmidt, Berlin 1981.
- Stadteinwärts. Gedichte. Labyrinth Verlag, Berlin 1987, ISBN 978-3-926924-00-1
- Das Loch in der Mitte des Kuchens. Atelier Handpresse, Berlin 1994.
- Der Teppich zum Glück. Prosa. BONsai-typART, Berlin 1996.
- Der dickste Hund. Prosa. Atelier Handpresse, Berlin 1999.
- Der Bergrutsch ruft. Limericks. Schierlingspresse, Almeria 2002.
- Die Bunker bei Port de Miramar. Prosa, Lyrik. BONsai-typART, Berlin 2002.
- Mitlesebuch 6: Höhenflüge – Bauchlandung? Gedichte. Aphaia Verlag, Berlin 2003.
- Karneval in X oder Die Macht der Poesie. Roman. Kulturmaschinen-Verlag, Berlin 2010, ISBN 978-3-940274-21-2
- Affenschaukel. Limericks. Atelier Handpresse, Berlin 2012.
- Die Zeitreisen des Historikers Dr. Cramer. Bühnenstücke und Minidramen. Berlin, 2013.
- Helden Antihelden. Gedichte. Wortflügel, Berlin 2017.
- Der Enkel des Fabrikanten. Real-Phantastischer Roman. Pohlmann, Bad Laer 2019, ISBN 978-3-9820313-5-4
- Narren Esel Eulenspiegel. Vom 14. bis zum 21. Jahrhundert. Kurzprosa. Wortflügel, Berlin 2020.
- Der Fluch. Texte und Grafik gegen den Krieg. Grafiken von Ullrich Wannhoff. Wortflügel, Berlin 2022.
- Moritaten und andere Gesänge. Mit Illustrationen von Eva-Maria Nerling. Literatur im Quadrat, Bd. 1, Berlin, Verlag der 9 Reiche, 2024, ISBN 978-3-948999-93-3.